# Johann Dientzenhofer

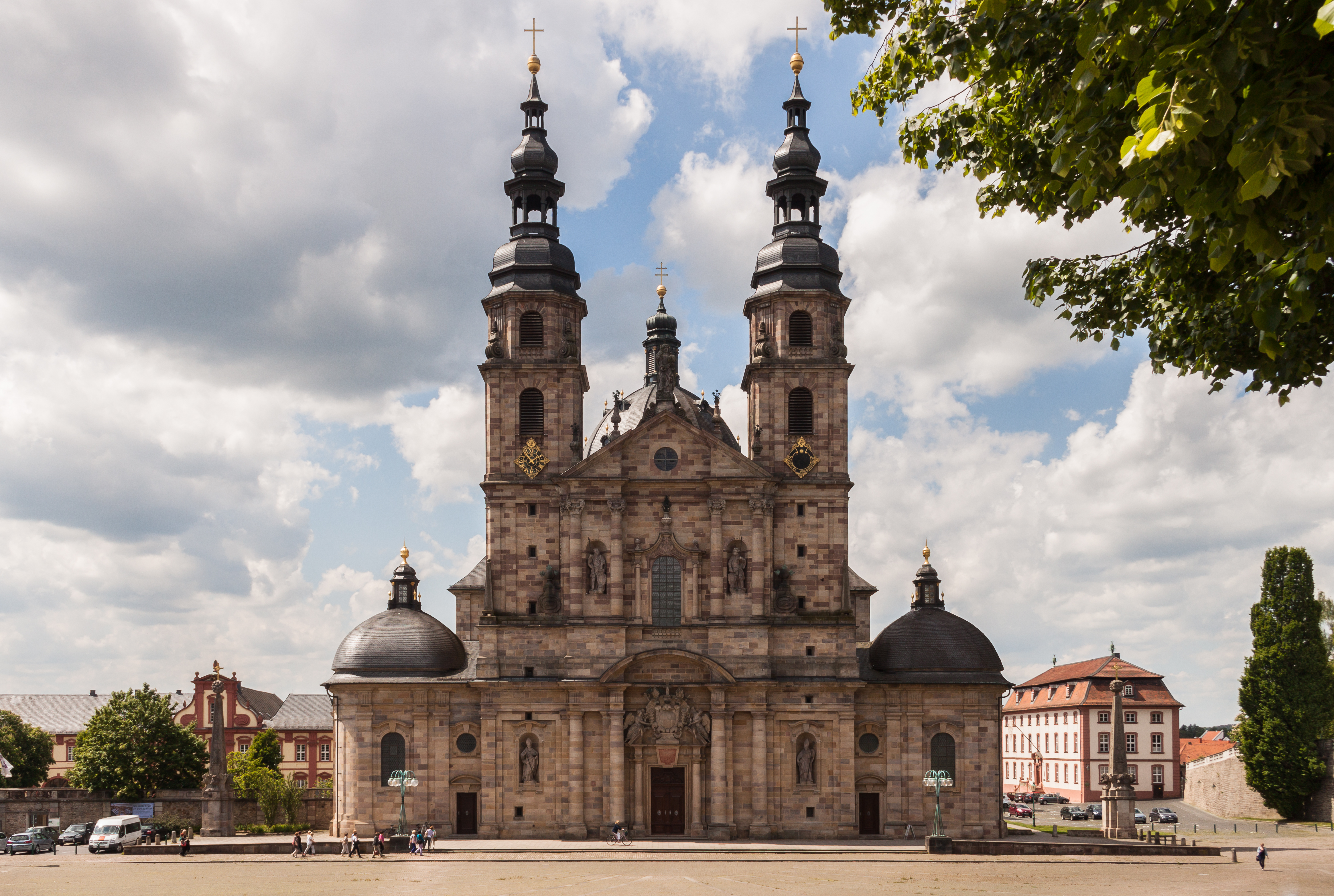
Catedral de Fulda.

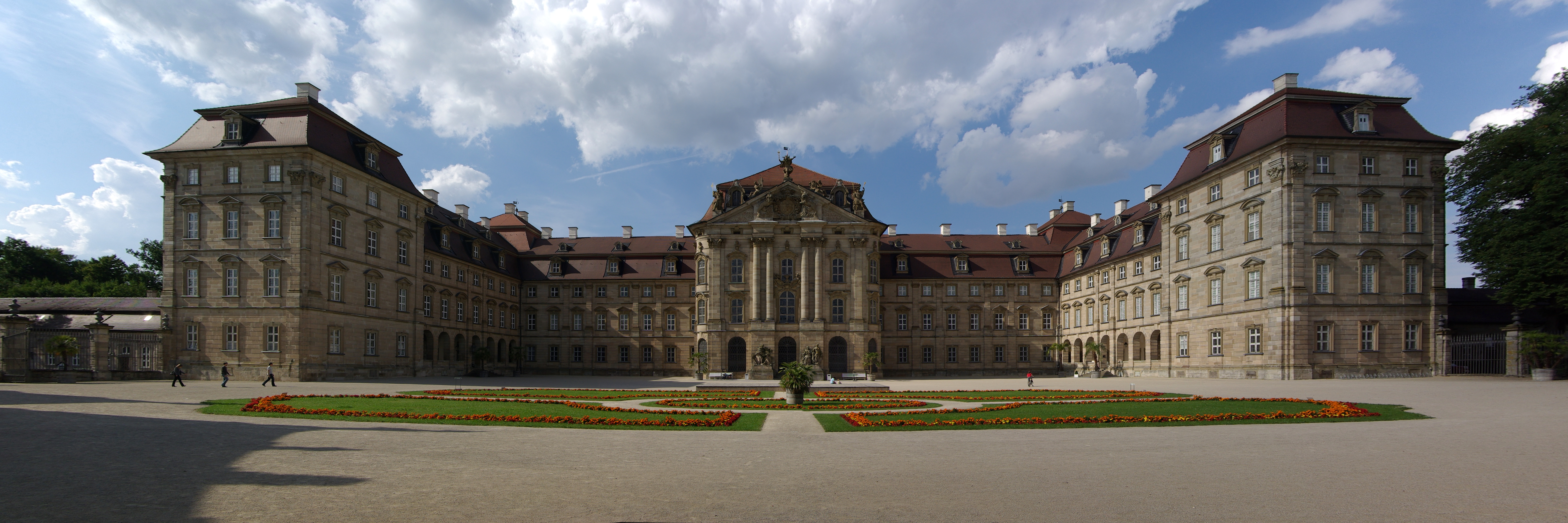
Palacio de Weißenstein

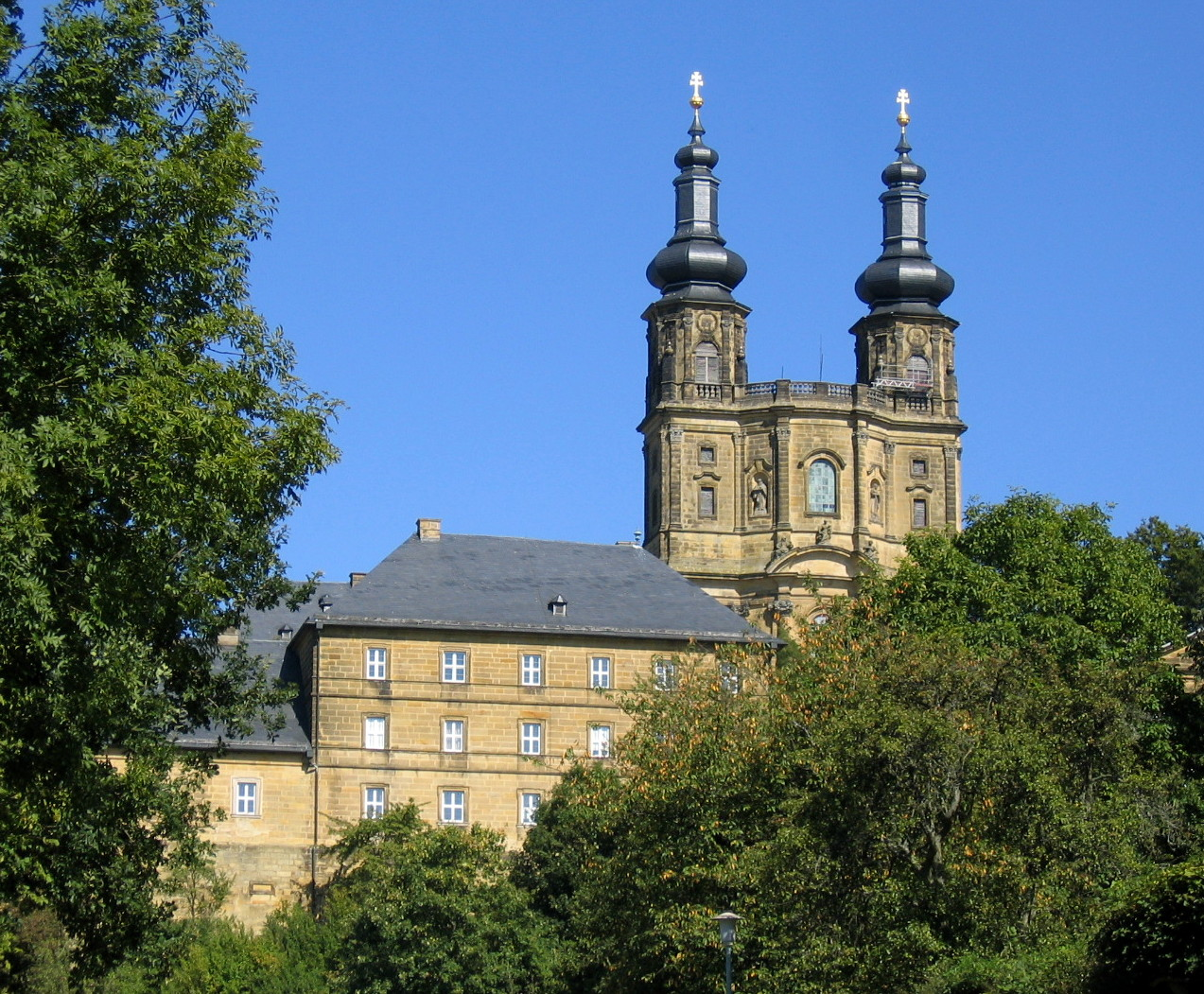
Abadía de Banz

Johann Dientzenhofer (Sankt Margarethen (Brannenburg), cerca de Rosenheim, 25 de mayo de 1663 - Bamberg, 20 de julio de 1726) fue un arquitecto y constructor germánico del periodo barroco. 
Perteneció a la conocida familia Dientzenhofer —junto con sus hermanos Georg (1643-1689),, Kryštof (1655-1722), Johann Leonhard (1660-1707), Wolfgang y su sobrino Kilián  (1689-1751)—, una dinastía de constructores-arquitectos (Baumeister-Dynastie)muy activa en el Reino de Bohemia. Esta familia se caracterizó por una arquitectura en la que desarrollaron una nueva forma de construcción, conocida como yuxtaposición pulsante, o yuxtaposición espacial, en la que se compenetran elipses y elementos lenticulares.
Entre sus trabajos destaca el palacio de Weissenstein en Pommersfelden, contsruido entre los años 1711 y 1718, y la catedral de Fulda, construida entre los años 1704 y 1712, ambos de estilo barroco.

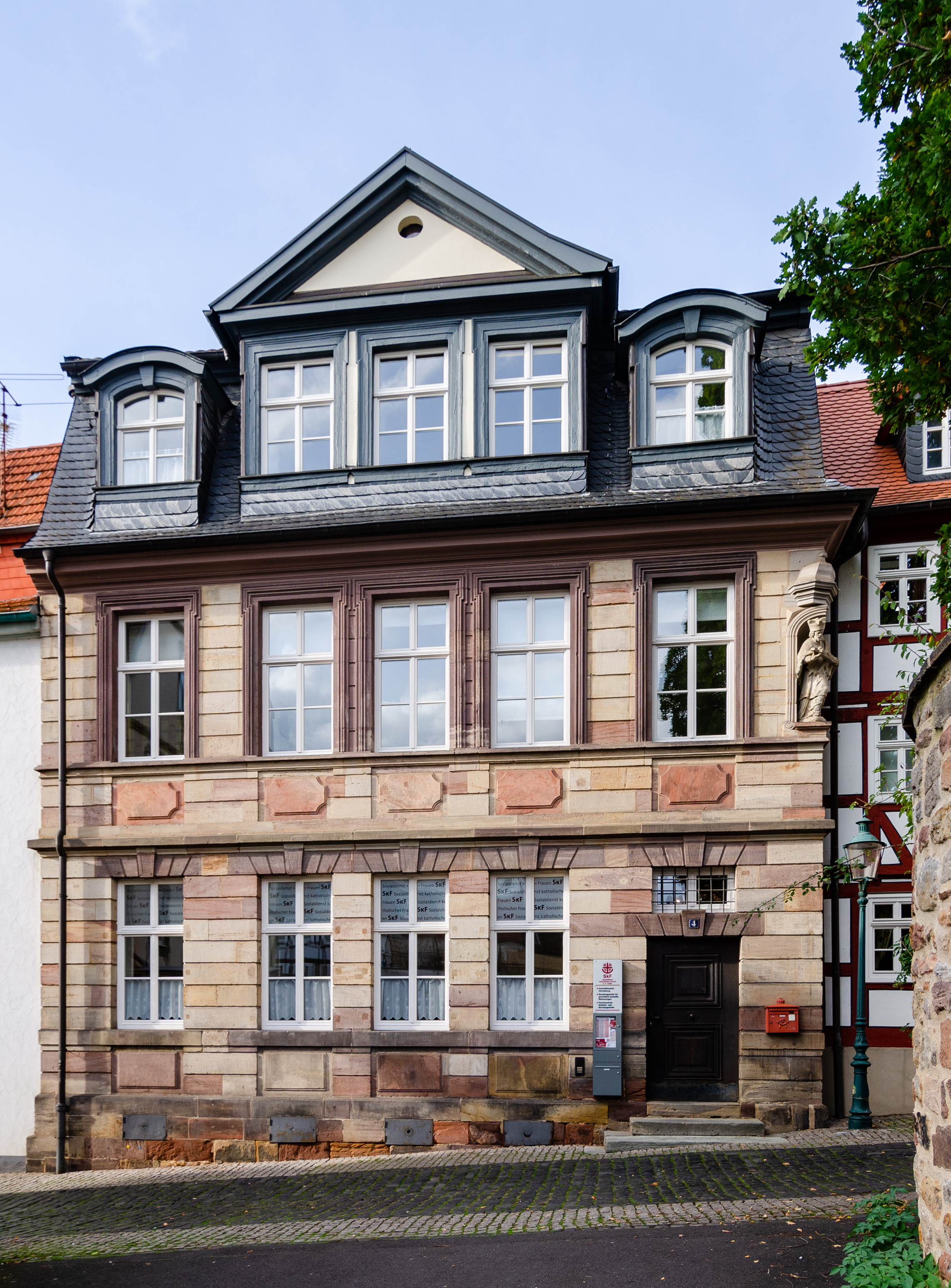
Casa barroca de Johann Dientzenhofer construida por él mismo (1710) en Rittergasse 4

## Obras
- Para el príncipe-abad de Fulda:
  - 1700-1714: castillo en Geisa
  - 1704-1712: catedral de Fulda
  - 1707-1712: Fulda Stadtschloss)
  - 1709: castillo Bieberstein (Hesse)

- Para el príncipe-obispo de Bamberg:
  - 1711-1718: palacio de Weißenstein en Pommersfelden
  - 1714-1719: castillo Reichmannsdorf
- para otros:
  - 1709: Bad Kissingen: Nuevo Ayuntamiento
  - Bamberg
    - 1708-1713: Böttingerhaus
    - 1711-1718: Palacio  Rotenhan
    - 1714-1716: Palacio Bibra (Bibra Haus)
    - 1723–1728: Lustschloss Aufseßhöflein

  - Holzkirchen (Unterfranken): iglesia abacial y otros edificios. Posiblemente borradores. Poco antes de su muerte en 1726, Dientzenhofer recibió una consulta sobre un nuevo edificio de la iglesia. A continuación, Balthasar Neumann llevó a cabo la planificación y la ejecución .
  - Abadía de Banz: iglesia abacial y otros edificios dede «1707. Los trabajos de construcción continuaron después de la muerte de Leonhard Dientzenhofer. La iglesia muestra influencias muy fuertes, sobre todo en sus complejas bóvedas, de Christoph Dientzenhofer, por lo que es posible que aportara planos directamente o al menos se erija como fuente de ideas detrás del concepto que permanece en la obra de Johann como un solitario sin referencias.»
  - Kleinheubach: castillo para el  príncipe de Löwenstein-Wertheim (usando el proyecto de Louis de la Fosse)
  - 1715-1718: Litzendorf: iglesia parroquial de San Wenzel
  - Oberschwappach en Knetzgau: castillo
  - Staffelstein: remodelación barroca de la capilla de Veitsberg (1718-1719)
  - 1718-1725: Ullstadt (Mittelfranken): castillo para los barones de Frankenstein
  - 1711-1716: Würzburg: Fachada de la iglesia de  Neumünster, aunque ahora es cuestionada según investigaciones recientes.[1][2][3][4]
  - 1725: Stegaurach: Böttingersches Landhaus (casa de campo Böttinger)
  - Monasterio de Michelfeld
  - 1718-1719: Ebensfeld: reconstrucción en estilo barroco de la capilla de peregrinaje de Veitsberg

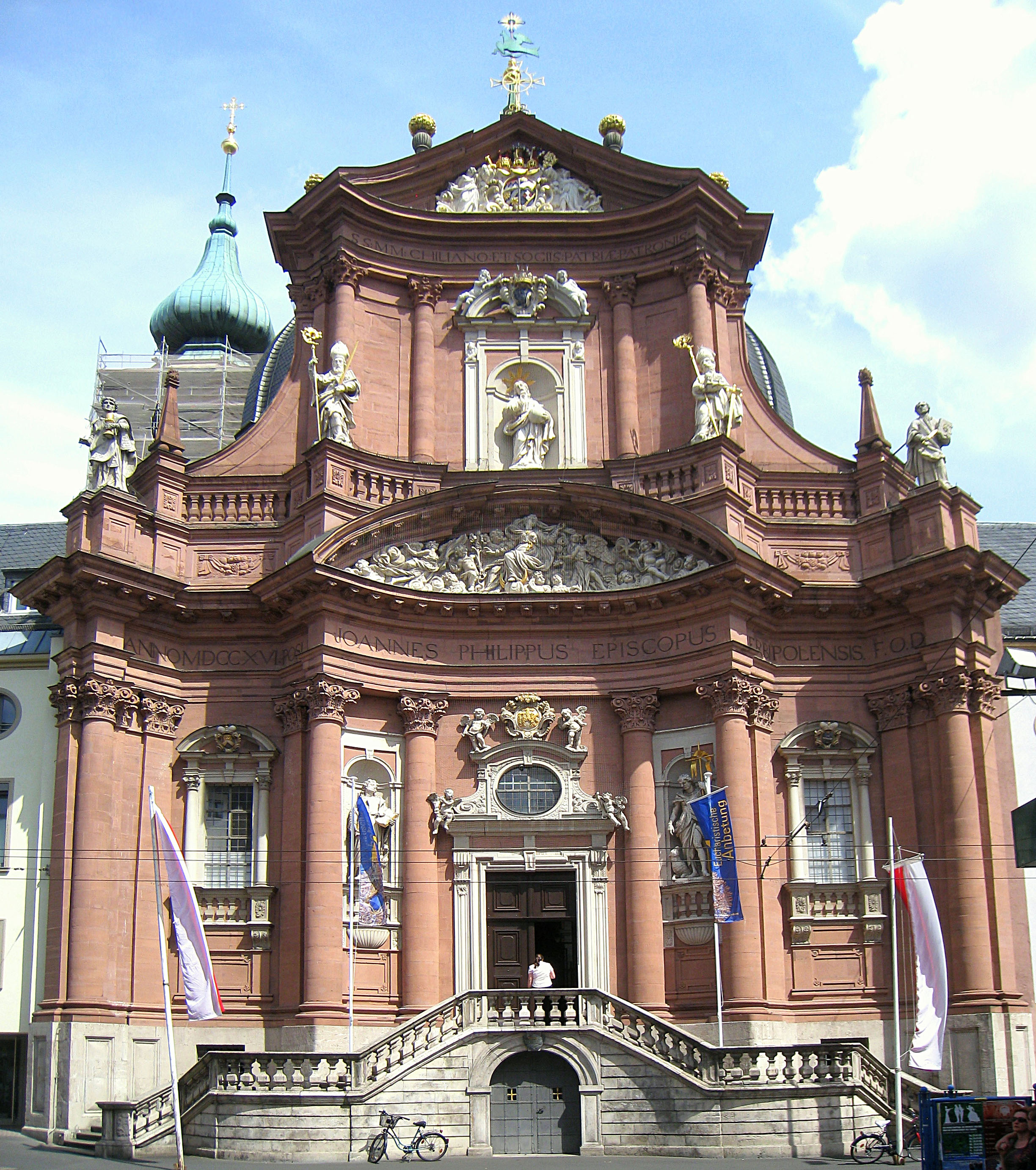
Fachada barroca de la abadía de Neumünster en Würzburg. La participación de Dientzenhofer es controvertida, véanse las referencias a Neumünster.
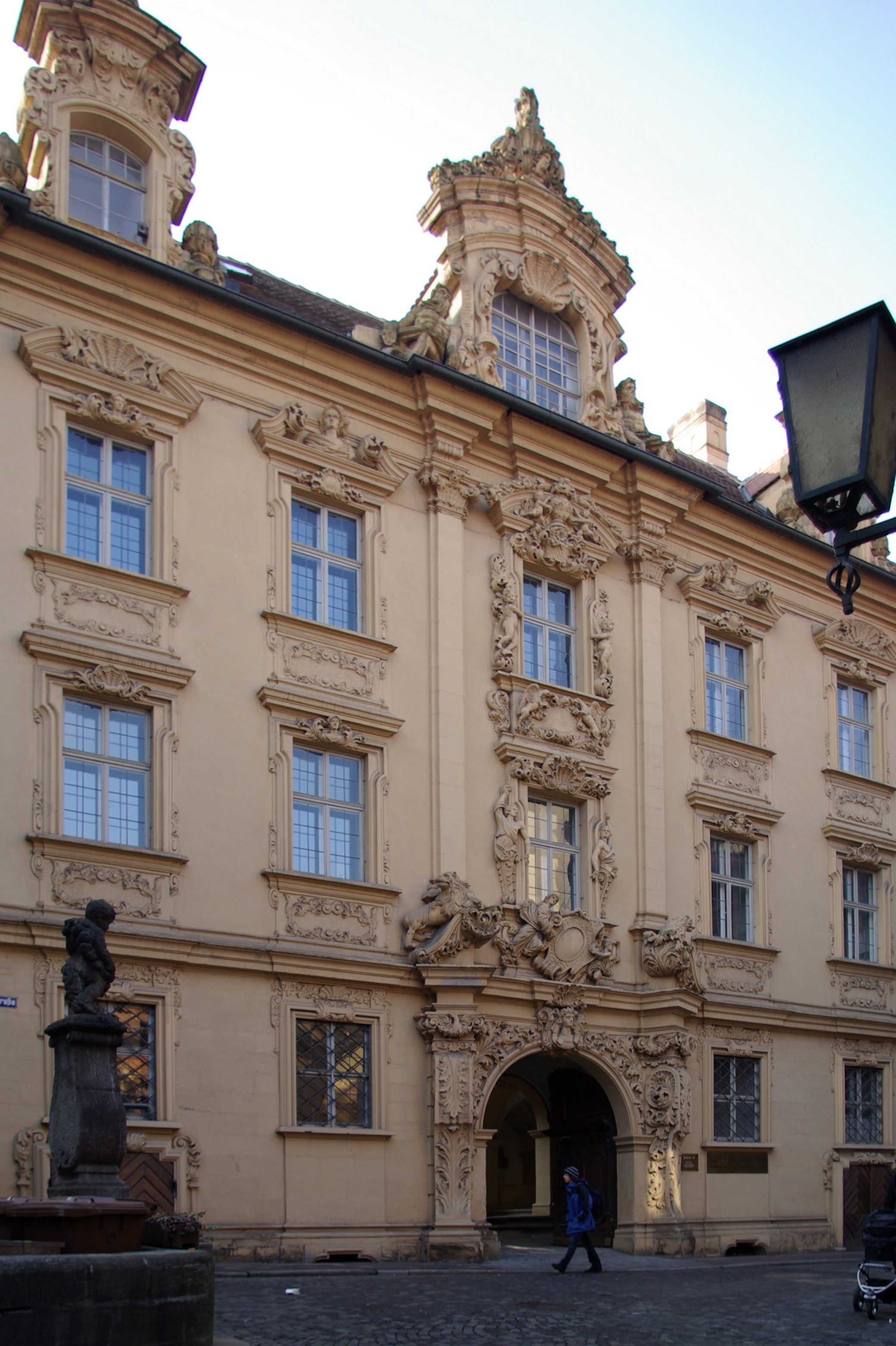
Böttingerhaus Bamberg. La participación de Dientzenhofer no es segura y también bastante improbable. La decoración de la fachada habla más de un yesero o escultor que de un diseñador. Johann Jacob Vogel o Johann Ammon entrarían en duda.
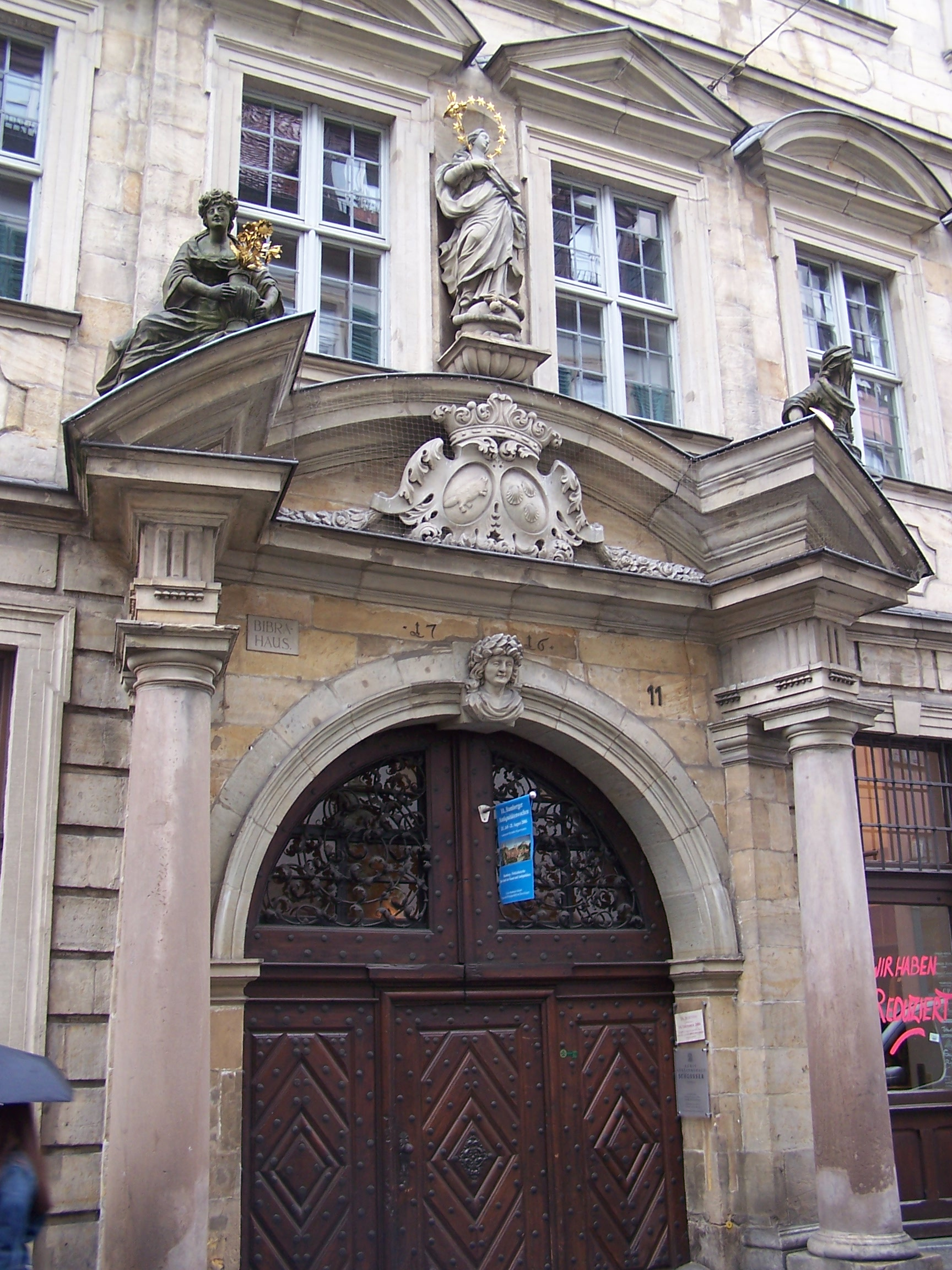
Palacio Bibra (Bibra Haus), Bamberg
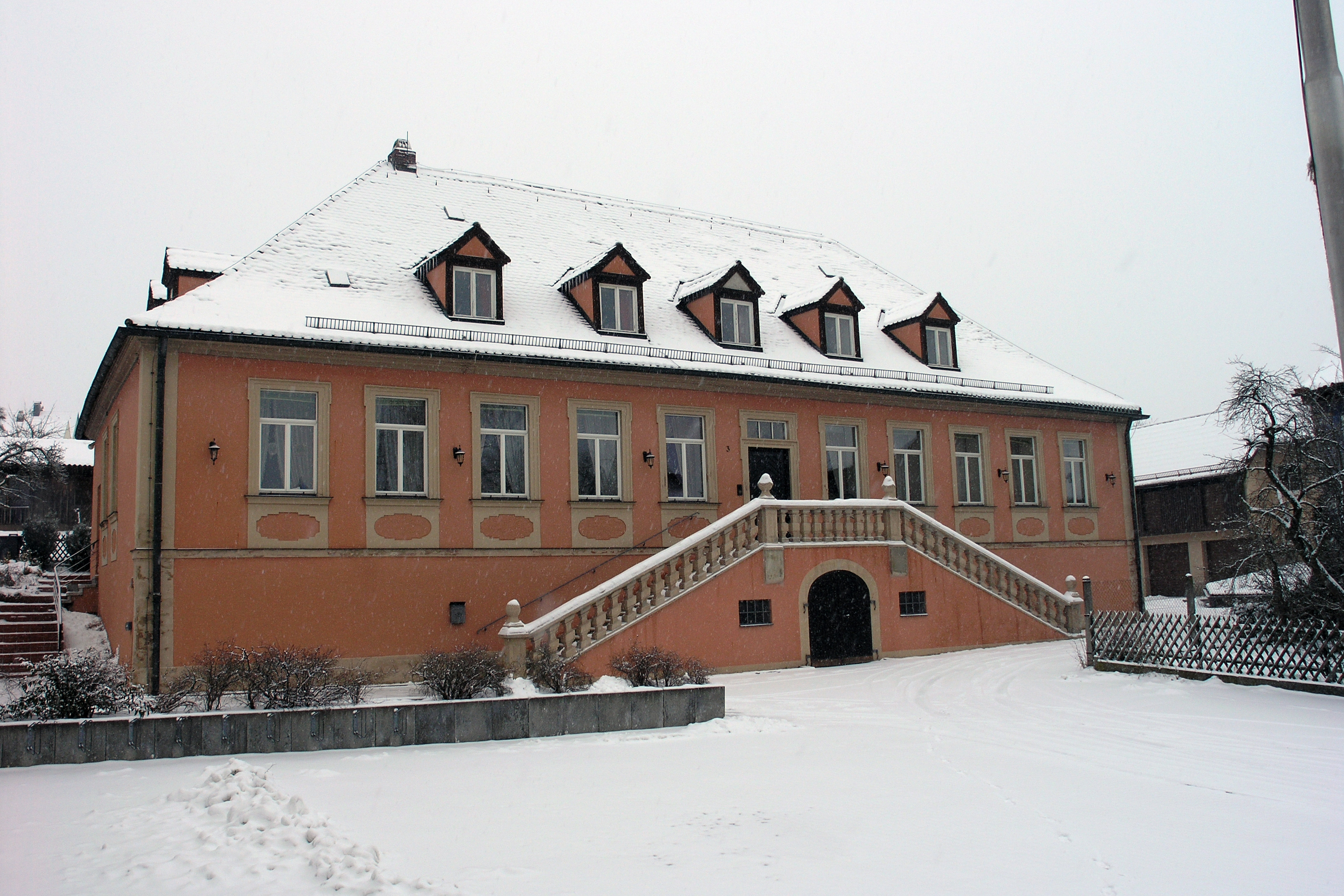
Böttingersches Landhaus (Casa de campo Böttinger ) en Stegaurach (1725)